# Oxalis novae-guineensis
Oxalis novae-guineensis är en harsyreväxtart som beskrevs av A. Lourteig. Oxalis novae-guineensis ingår i släktet oxalisar, och familjen harsyreväxter. Inga underarter finns listade i Catalogue of Life.